# Christopher Lawford

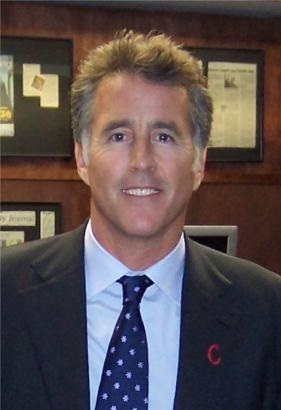
Christopher Lawford (2008)

Christopher Kennedy Lawford (* 29. März 1955 in Santa Monica, Kalifornien; † 4. September 2018 in Vancouver, British Columbia) war ein US-amerikanischer Film- und Fernsehschauspieler sowie Buchautor.

## Leben
Lawford war der älteste Sohn des Schauspielers Peter Lawford und Patricia Kennedy Lawfords, einer Schwester des US-Präsidenten John F. Kennedy.
Der studierte Jurist, der Ende der 1970er Jahre wegen Drogenproblemen längere Zeit in einer Klinik verbringen musste, spielte zwischen 1988 und 2008 in etwa 40 Filmen und Fernsehspielen mit, darunter Sex Monster, Terminator 3 und die Serie General Hospital. Daneben hatte er zeitweise einen Lehrauftrag für Psychiatrie an der Harvard University.
Lawford wurde in den USA als Aktivist zu Fragen der öffentlichen Gesundheit bekannt. Er verfasste bzw. publizierte zu dieser Thematik auch mehrere Bücher, darunter 2005 seine Autobiografie sowie 2009 ein Buch mit Essays von bekannten Persönlichkeiten über ihre Alkohol- und anderen Drogenprobleme. Beide Bücher wurden Bestseller in den USA.
Einer 1984 geschlossenen und im Jahr 2000 geschiedenen Ehe entstammen drei Kinder. Auch zwei weitere Ehen endeten in Scheidung.
Lawford starb im September 2018 im Alter von 63 Jahren nach einem Zusammenbruch in einem Yogastudio.

## Filmografie (Auswahl)
- 1988: Tod oder Joker (The Suicide Club)
- 1988: Spellbinder: Ein teuflischer Plan (Spellbinder)
- 1990: Geschichten aus der Gruft (Tales from the Crypt; Fernsehserie, 1 Folge)
- 1990: Das Rußland-Haus (The Russia House)
- 1991: Run – Lauf um dein Leben (Run)
- 1991: The Doors
- 1991: Palm Beach-Duo (Silk Stalkings; Fernsehserie, 1 Folge)
- 1992–1995: All My Children (Seifenoper)
- 1993: Mein Vater – Mein Freund (Jack the Bear)
- 1994: Blöd-Man (Blankman)
- 1999: Sex Monster (The Sex Monster)
- 1999: Das Geständnis (The Confession)
- 2000: Thirteen Days
- 2000: The 6th Day
- 2001: Love Affairs – Nimm am besten was Du kriegst (Londinium)
- 2001: Exit Wounds – Die Copjäger (Exit Wounds)
- 2003: Frasier (Fernsehserie, 1 Folge)
- 2003: General Hospital (Fernsehserie, 3 Folgen)
- 2003: Terminator 3 – Rebellion der Maschinen (Terminator 3: Rise of the Machines)
- 2005: Mit Herz und Hand (The World’s Fastest Indian)
- 2008: Eavesdrop